# Шарманзак
Шарманзак (фр. Charmensac) насеље је и општина у централној Француској у региону Оверња, у департману Кантал која припада префектури Сен Флур.
По подацима из 2011. године у општини је живело 83 становника, а густина насељености је износила 5,47 становника/km². Општина се простире на површини од 15,17 km². Налази се на средњој надморској висини од 901 метар (максималној 1.104 m, а минималној 649 m).

## Демографија
| 1962. | 1968. | 1975. | 1982. | 1990. | 1999. | 2011. |
| ----- | ----- | ----- | ----- | ----- | ----- | ----- |
| 130   | 164   | 140   | 118   | 118   | 130   | 83    |

График промене броја становника у току последњих година